# Nerina De Walderstein

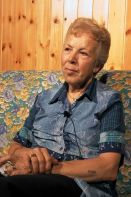
Nerina De Walderstein

Nerina De Walderstein (* 9. Juli 1925 in Triest; † 27. Februar 2011 ebenda) war eine italienische Widerstandskämpferin gegen den Nationalsozialismus und Überlebende des KZ Auschwitz.

## Biografie
De Walderstein stammte aus einer militanten antifaschistischen Familie und trat sehr jung in den Widerstand ein.
Gemeinsam mit ihrem Bruder war sie Teil der GAP Venezia (Patriotische Aktionsgruppe Venedig). Am 23. März 1944 wurde sie in Triest verhaftet und in der Villa Triste eingesperrt, wo sie von Faschisten verhört und gefoltert wurde.
Anschließend wurde sie in das Gefängnis der Jesuiten und schließlich in jenes von Triest gebracht, wo sie weitere Folterungen ertragen musste.
Am 21. Juni 1944 wurde De Walderstein ins Konzentrationslager Auschwitz-Birkenau deportiert und dort mit der Häftlingsnummer 82132 registriert.
Nachdem sie zunächst in Auschwitz 1 und Birkenau inhaftiert gewesen war, wurde sie am 10. Oktober 1944 ins Konzentrationslager Flossenbürg und schließlich in die Glühbirnenfabrik Osram in Plauen verlegt. Vor der Abfahrt nach Flossenbürg verteidigte De Walderstein zwei kleine Mädchen vor SS-Männern und wurde vom Gewehrkolben von einem der Männer am Kopf verletzt.
Infolge der Bombardierung der Fabrik durch die Alliierten wurden De Walderstein und ihre Mithäftlinge befreit. Gemeinsam mit einer Gruppe weiterer Überlebender floh sie aus einem Durchgangslager und kehrte auf eigene Faust nach Italien zurück.
Seit den 1950er Jahren war De Walderstein vor allem für Jugendliche eine sehr aktive Zeitzeugin. 1952 hatte sie Aschereste aus einem Krematorium in Auschwitz-Birkenau entwendet, die heute im Museum von Risiera di San Sabba ausgestellt werden.